# Amani-Xaquéto

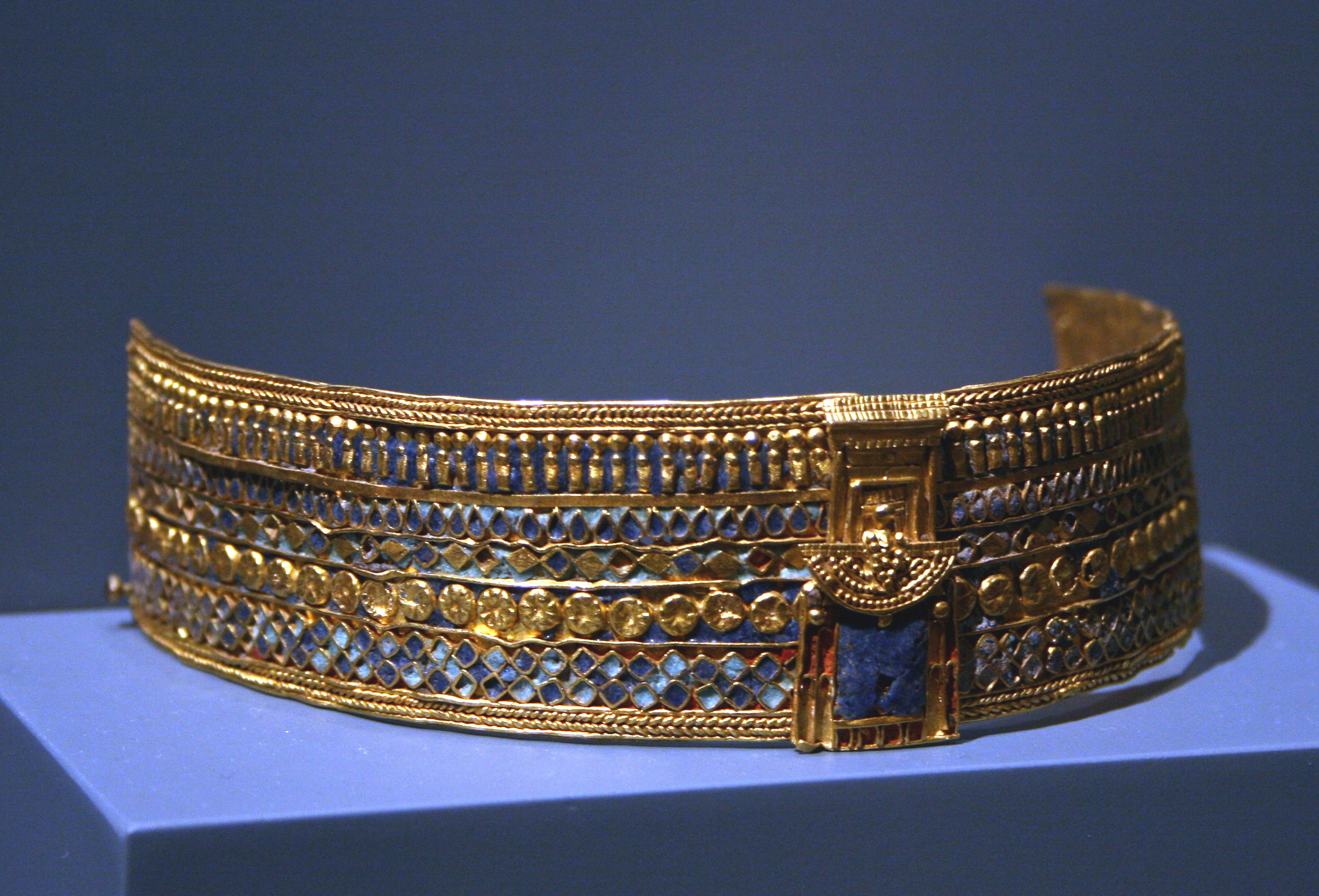
Bracelete de Amani-Xaquéto, encontrado em sua pirâmide, na Núbia.

Amani-Xaquéto (42? a.C. - 12? a.C.) foi uma candace da Núbia (ou Cuxe). Ainda não está claro quando foi o seu reinado, sendo algumas vezes apontado em cerca de 10 a.C. a 1 d.C., embora a maioria das datas da história da Núbia antes da Idade Média seja muito incerta.
Nos hieróglifos meroíticos, seu nome é escrito "Amanicaxeto" (Mniskhte ou (Am)niskhete). Em meroítico cursivo, é referida como Amanisxeto qor kd(ke) que significa (Amani-Xaquéto, Governante e Rainha".

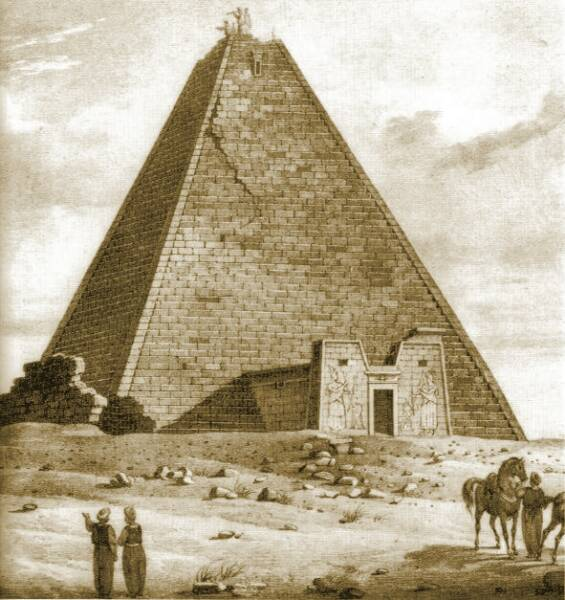
Tumba piramidal de Amani-Xaquéto, antes de ser destruída por Ferlini

Amani-Xaquéto é conhecida de vários monumentos. Ela é mencionada no templo de Amom em Cauá, numa estela de Meroé, e em inscrições de uma construção palacial descoberta em Wad ban Naqa, de uma estela encontrada em Forte Ibrim, outra estela de Naqa e nas pirâmides de Meroé (Beg. no. N6).

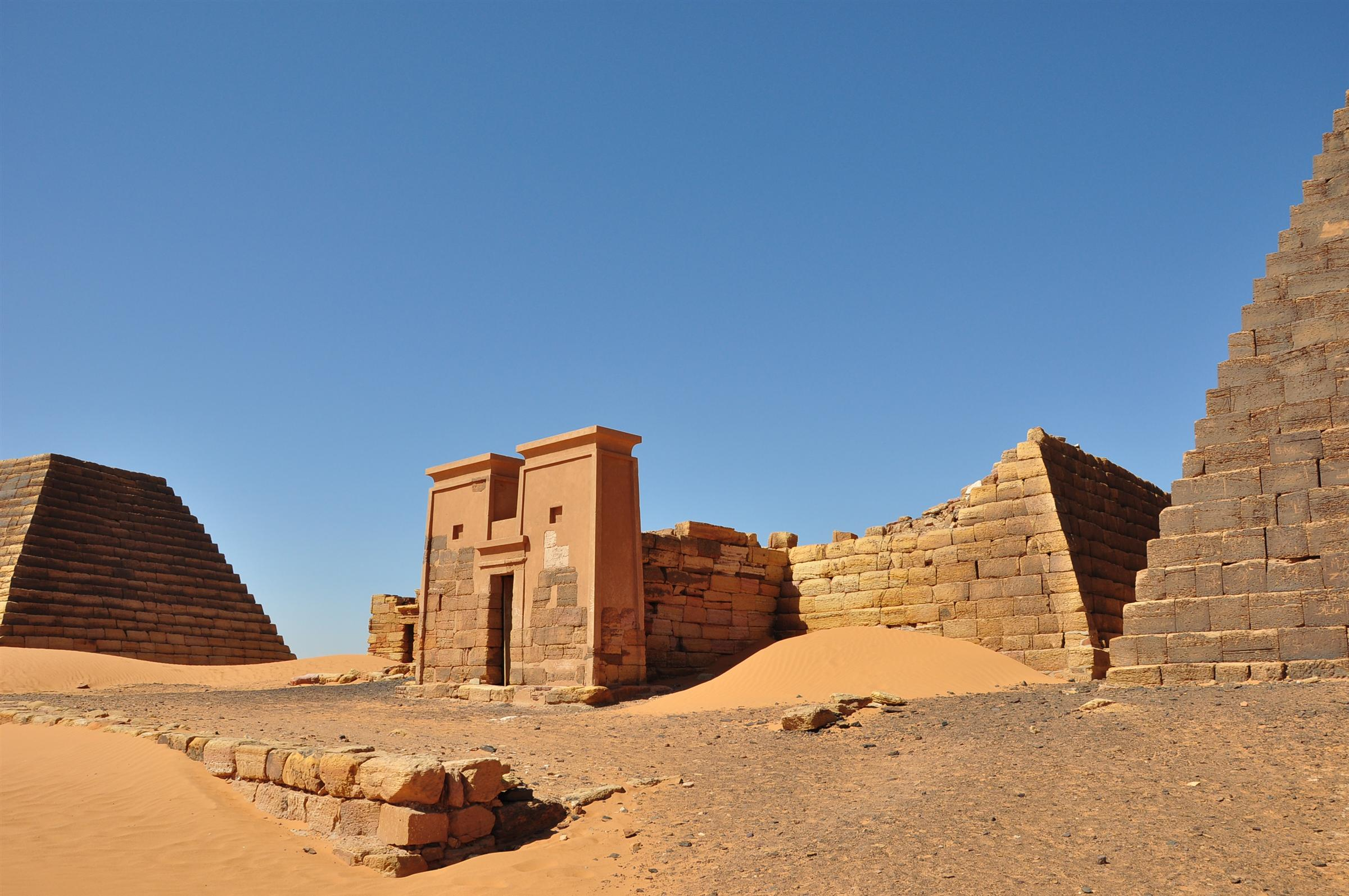
Estado atual da tumba da candace

Amani-Xaquéto é bem conhecida por uma coleção de jóias encontrada em sua pirâmide em 1834, pelo caçador de tesouros italiano Giuseppe Ferlini, que destruiu a pirâmide à procura de seus bens funerários. Estas peças estão agora no Museu Egípcio de Berlim e no Museu Egípcio de Munique.

## Possível fama
De Amani-Xaquéto é crido ser a candace "caolha" e de "aspecto viril" que infligiu uma grande derrota ao exército de Augusto, primeiro imperador romano.
Após Augusto conquistar o Egito em 30 a.C., a rainha-mãe decide retomar suas posses no território há muito tempo perdidas para os assírios. Aproveitando um momento de fraqueza da província do Egito, nesse momento sob o prefeito Élio Galo (que estava em campanha na Arábia Feliz), em cerca de 24 a.C., a candace saqueia as cidades de Assuã e Filas, expulsa os judeus da ilha de Elefantina, e leva para Meroé, além de muitos prisioneiros, estátuas romanas e, dentre estas, a cabeça de uma estátua do imperador, como troféu de guerra.
Petrônio decide realizar uma expedição punitiva que termina na tomada de Napata em 23 a.C. e no estabelecimento de uma guarnição de 400 soldados, em Primis. Em 21/20 a.C., um tratado de paz foi assinado, na ilha de Samos, por ambos, romanos e cuxitas, no qual o imperador reconhece a Núbia como uma potência independente, e, portanto, livre de pagar tributos a Roma e a nova fronteira imperial romana sendo em Hierasicamino.